# Nationaal park Muddus
Nationaal park Muddus/Muttos (Zweeds/Samisch: Muddus/Muttos Nationalpark) is een nationaal park in het Zweedse landschap Lapland. Het ligt in de gemeenten Gällivare en Jokkmokk. Samen met de natuurreservaten Sjaunja en Stubba vormt het het grootste moerasgebied van Zweden. Ook maakt het deel uit van het werelderfgoed Laponia. Door het park stroomt de rivier de Muddus.
Het nationaal park ligt rondom het Muddusjaure, dat op zo'n 385 meter hoogte ligt.

## Flora
Naast uitgestrekte moerassen bestaat het gebied uit oerbos en diepe ravijnen. De oudst bekende grove den van Zweden bevindt zich ook in het park. Onderzoekers ontdekten hem in 1981 en stelden toen een leeftijd van minstens 700 jaar vast, wat betekent dat de boom vele grote bosbranden heeft overleefd. Normaal gesproken wordt een grove den niet ouder dan 400 jaar.
Twee zeldzame orchideeën komen in de open dennenbossen van het park voor: de spookorchis (Epipogium aphyllum) en Calypso bulbosa. Hoewel de ondergrond kalkarm is, zijn er toch vrij veel plantensoorten in de veengebieden te vinden. Hier kunnen bijvoorbeeld de bokjessteenbreek (Saxifraga hirculus) en de mattenbies (Schoenoplectus lacustris) worden aangetroffen. In de ravijnen zijn soorten te vinden die normaal alleen in het hooggebergte groeien, zoals Athyrium distentifolium, Lychnis alpina, Silene furcata en Potentilla multifida.

## Fauna
Opvallend is dat het park hogere dichtheden aan boommarters en auerhoenders kent dan gemiddeld in Lapland. Beren en lynxen komen er relatief algemeen voor, de veelvraat is daarentegen een stuk zeldzamer. In totaal broeden er circa honderd verschillende vogelsoorten in het park. Enkele kenmerkende broedvogels zijn de oeraluil, taigarietgans, nonnetje, pijlstaart, bosruiter, breedbekstrandloper, steenarend en visarend.
Muddus is tevens beroemd en berucht om de grote aantallen muggen in de moerassen. Met name in de maanden juni en juli verlevendigen ze de natuurervaring van bezoekers; in het najaar treden duizenden knutten in hun voetsporen.